# Otwarty Protokół Smart Grid
Otwarty Protokół Smart Grid (ang. Open Smart Grid Protocol, OSGP) – 
otwarty protokół komunikacyjny umożliwiający transmisję danych pomiarowych w sieciach elektroenergetycznych. 
OSGP to specyfikacja techniczna opublikowana przez Europejski Instytut Norm Telekomunikacyjnych (ETSI), używana w zakresie inteligentnych sieci elektroenergetycznych. 
OSGP stał się w Europie faktycznym standardem komunikacji w dziedzinie infrastruktury i pomiarów inteligentnej sieci elektroenergetycznej. Zainstalowano ponad 5 milionów urządzeń zgodnych z OSGP. Dodatkowo ponad 30 milionów liczników energii wykorzystuje do transmisji danych takie same linie energetyczne, jakie są używane przez OSGF.
Do zastosowania OSGP niezbędne jest użycie norm:
- PN EN 14908-1:2014-06 Otwarta transmisja danych w automatyzacji budynków, sterowaniu i zarządzaniu budynkami -- Protokół sieci sterowania -- Część 1: Specyfikacja protokołu.
- PN EN 13757-2:2005 System komunikacji do zdalnego odczytywania wskazań przyrządów pomiarowych -- Część 2: Warstwa fizyczna i warstwa łącza.
- PN EN 13757-3:2013-08 System komunikacji do zdalnego odczytywania wskazań przyrządów pomiarowych -- Część 3: Wydzielona warstwa zastosowań.